# 司馬消難
司馬 消難（しば しょうなん、生没年不詳）は、中国の南北朝時代の政治家・軍人。字は道融。本貫は河内郡温県。

## 経歴
司馬子如の子として生まれた。北斉に仕えて著作郎を初任とした。父の司馬子如が北斉の朝廷で高位に上ると、消難も賓客を好んで、邢卲・王元景・魏収・陸卬・崔贍らと交遊した。中書・黄門郎を歴任した。駙馬都尉・光禄卿に任ぜられ、北豫州刺史として出向し、虎牢に駐屯した。州における汚職のため御史に弾劾された。また妻の公主との仲は険悪だった。
天保9年（558年）4月、消難は上党王高渙とのつながりを文宣帝に疑われ、北周に亡命した。晋公宇文護が達奚武と楊忠を派遣して消難を迎え、達奚武とともに入朝した。大将軍に任ぜられ、滎陽郡公に封ぜられた。天和6年（571年）4月、柱国となった。建徳2年（573年）5月、大司寇に進んだ。建徳4年（575年）7月、前二軍総管となり、武帝に従って北斉を討った。閏月、梁州総管に任ぜられた。大象元年（579年）7月、大後丞に転じた。娘の司馬令姫を後宮に入れて静帝の正陽宮皇后に立てさせた。まもなく鄖州総管として出向した。
大象2年（580年）、楊堅が北周の丞相となると、消難は尉遅迥の乱に呼応して挙兵した。開府の田広らを腹心とし、総管長史の侯莫陳杲や鄖州刺史の蔡沢ら40人あまりを殺した。所管する鄖・随・温・応・土・順・沔・環・岳の9州と魯山・甑山・沌陽・応城・平靖・武陽・上明・溳水の8鎮は乱に従った。子の司馬泳を人質として南朝陳に送り救援を求めた。楊堅は襄州総管の王誼を元帥として消難を討たせた。8月、消難は王誼の軍がやってきたと知ると、夜のうちにその麾下を率いて、陳に亡命した。陳の宣帝は消難を都督鄖随九州八鎮・車騎将軍・司空に任じ、随国公に封じた。まもなく陳の大都督水陸諸軍事となった。陳軍を率いて北周の江州を攻撃し、北周の江州刺史成休寧に撃退された。
禎明3年（589年）、隋が陳を攻撃すると、湘州刺史の施文慶とともに陳の大監軍となった。建康が陥落すると、隋軍に捕らえられて長安に連行された。特別に死罪を許されて、楽戸に配属された。20日してそれも許され、旧恩により文帝の引見を受けた。まもなく家で死去した。

## 子女
- 司馬泳
- 司馬潭（儀同大将軍）[12]
- 司馬令姫

## 伝記資料
- 『北斉書』巻18 列伝第10
- 『周書』巻21 列伝第13
- 『北史』巻54 列伝第42